# Praça do Império
Het Praça do Império is een plein gelegen in de freguesia  Belém in Lissabon, Portugal. Het plein heeft een oppervlakte van 3,3 hectare en bevindt zich tussen Avenida da Índia en Rua de Belém, vlak bij het Mosteiro dos Jerónimos. Het werd aangelegd in 1940 ter gelegenheid van de Exposição do Mundo Português (Portugese Wereldtentoonstelling), een evenement waarbij werd gevierd dat 800 jaar geleden het land was gesticht en 300 jaar onafhankelijk was van Spanje. Voor de aanleg van het plein werd de locatie gebruikt als strand.
Centraal op het plein ligt een verlichte fontein. Daaromheen liggen 30 wapens gemaakt van bloemen die de 18  Portugese districten, de archipels en de voormalige koloniën vertegenwoordigen. Daarnaast is er een nationaal schild dat wordt gevormd met  buxusplanten en bloemen.